# Busenwurth
Busenwurth là một đô thị thuộc huyện Dithmarschen, trong bang Schleswig-Holstein, nước Đức. Đô thị Busenwurth có diện tích 10,09 km², dân số thời điểm 31 tháng 12 năm 2006 là 318 người.